# پرسیتی
پِرسیتی: شهر پارسییک بازی ویدئویی ایرانی در سبک شهرسازی است که المان‌هایی از زیر سبک مزرعه‌داری را هم در خود دارد. این بازی در سال ۱۳۹۶ در کافه بازار منتشر شد و از ابتدای انتشار آن بیش از سه میلیون نفر در آن ثبت نام کرده‌اند.

## ساز و کارهای بازی
در این بازی یک مزرعه کوچک ابتدایی در اختیار بازیکن قرار می‌گیرد. بازیکن می‌بایست با امکان‌های اولیه این مزرعه، سفارش‌های شهرهای دیگر و اهالی دهکده را ساخته و به آنها تحویل دهد. به مرور زمان و با کسب درآمد بیشتر به گسترش شهر بپردازد. همچنین از بعد اجتماعی، این بازی امکان ارتباط بازیکنان به وسیله گپ متنی و ایجاد گروه (با نام « خاندان ») را فراهم می‌کند. بازیکنانی که عضو یک گروه باشند، می‌توانند در رقابت‌های گروهی روزانه شرکت کنند.

## سکوهای پشتیبانی شده
پرسیتی بر روی دستگاه‌های موبایل آی او اس و اندروید اجرا می‌شود. همچنین امکان استفاده از آن بر روی مایکروسافت ویندوز نیز فراهم است.

## افتخارات
- «مقام اول در جشنوارهٔ ایران‌ساخت - بخش بازی‌های رایانه‌ای» - دی ماه ۱۳۹۵
- «غزال زرین جشنوارهٔ بازی‌های رایانه‌ای تهران»[۱۲] - اسفند ماه ۱۳۹۵
- «مقام اول و نشان سرآمد در جشنواره رسانه‌های دیجیتال» - اسفند ماه ۱۳۹۵
- نامزد دریافت جایزه در جشنواره IMGA MENA سال ۲۰۱۷[۱۳]